# Kef
El-Kef (arabul الكاف, klasszikus kiejtés alapján al-Kāf, franciásan Le Kef) egy műemlékekben gazdag hegyi város Tunéziában az algériai határ közelében. 45 000 lakójával az ország harmincnegyedik legnépesebb városa, a hasonló nevű kormányzóság székvárosa.

## Története
A 6-700 méteres magasságban fekvő várost ősét még a punok alapították, s lakói részt is vettek az első pun háborúban. A rómaiak alatt Sicca Veneria volt a neve, hiszen Venus-szentélyéről volt nevezetes. Csakhamar az Észak-Afrikában terjedő kereszténység egyik központjává vált. 1881-ben Kef volt az első tunéziai város, mely francia protektorátus alá került.

## Látnivalói
A római város, Sicca Veneria szerény romjait a Függetlenség tere közelében találjuk.
A város fölött a kaszba uralkodik, melyet még a karthágóiak kezdtek építeni, de számos római, bizánci, arab és török stílusjegyet is felfedezhetünk rajta. 1957-ben a hadsereg költözött falai közé, a nagyközönség számára csupán 1988-ban nyitották meg. A kaszba alatt található az egykori bazilika, melyet mecsetté alakítottak. A közelében találunk egy régi zsinagógát is.
A muszlim vallási épületek között legjellemzőbbek az ún. záviják, azaz szúfi közösségi központok, melyekből közel száz működött Kefben a köztársaság kikiáltása előtt. A leghíresebb závija talán a Szidi Ben Ísza, melyben ma a Népművészeti Múzeumot találjuk. A másik tetszetős závija egy Szidi Bú Mahlúf nevű veli (szent) után lett elnevezve, akinek sírja is ebben a római kori bazilikából átalakított imaházban található.

## Földtörténeti érdekességek
A dinoszauruszok korában  - a földtörténeti középidőben - a mai Tunézia területén is a Tethys-óceán hullámzott. Az El-Kef nevű lelőhelyen a kréta és harmadidőszak határát jelző, irídiumban gazdag kőzetréteget vizsgálva egy olasz, amerikai és holland szakemberekből álló kutatócsoport váratlan nyomokra bukkant: a kőzetekben fönnmaradt mikroszkopikus méretű fosszíliákban jelentős változás mutatkozik a kréta és harmadidőszak határán. Ez volt a K-T határ felfedezése.

## Külső hivatkozások
- Invest in Tunisia Archiválva 2008. március 2-i dátummal a Wayback Machine-ben (angolul)